# Spadochronowe Mistrzostwa Śląska 2014
Spadochronowe Mistrzostwa Śląska 2014 – odbyły się 31 maja 2014 na lotnisku Gliwice. Gospodarzem Mistrzostw był Aeroklub Gliwicki, a organizatorem Sekcja Spadochronowa Aeroklubu Gliwickiego. Patronat nad Mistrzostwami sprawował VII Oddział Związku Polskich Spadochroniarzy w Katowicach. Do dyspozycji skoczków był samolot An-2P SP-AOI. Skoki wykonywano z wysokości 1000 m i opóźnieniem 0–5 sekund. Spadochronowym Mistrzom Śląska 2015 nagrody wręczał i składał gratulacje Prezes VII Oddziału ZPS w Katowicach Kazimierz Stępniewski.

## Rozegrane kategorie
Mistrzostwa rozegrano w trzech kategoriach celności lądowania:
- Indywidualnie spadochronów klasycznych
- Indywidualnie spadochronów szybkich
- Indywidualnie spadochronów szkolnych
- Drużynowo spadochronów klasycznych.

## Kierownictwo Mistrzostw
- Sędzia Główny Mistrzostw: Ryszard Koczorowski
- Kierownik Sportowy Jan Isielenis.

Źródło:.

## Medaliści
Medalistów Spadochronowych Mistrzostw Śląska 2014 podano za: Jan Isielenis, Archiwum Sekcji Spadochronowej Aeroklubu Gliwickiego, 2014, s. 1–4.
| Konkurencja           | Złoto                                   | Srebro                                  | Brąz                                    |
| Spadochrony klasyczne | Robert Krawczak                         | Irena Paczek–Krawczak                   | Józef Łuszczki                          |
| Spadochrony szybkie   | Tymoteusz Tabor                         | Mirosław Zakrzewski                     | Bartłomiej Ryś                          |
| Spadochrony szkolne   | Rafał Kasza Jakub Kulawik Kamil Witczak | Rafał Kasza Jakub Kulawik Kamil Witczak | Rafał Kasza Jakub Kulawik Kamil Witczak |
| Drużynowo             | Gliwice                                 | Morava Ostrava                          | Aeroklub Gliwicki                       |

## Wyniki
Wyniki Spadochronowych Mistrzostw Śląska 2014 podano za: Jan Isielenis, Archiwum Sekcji Spadochronowej Aeroklubu Gliwickiego, 2014, s. 1–4.
W Mistrzostwach brało udział 28 zawodników  Czechy i  Polska.

### Klasyfikacja indywidualna (celność lądowania – spadochronyklasyczne)

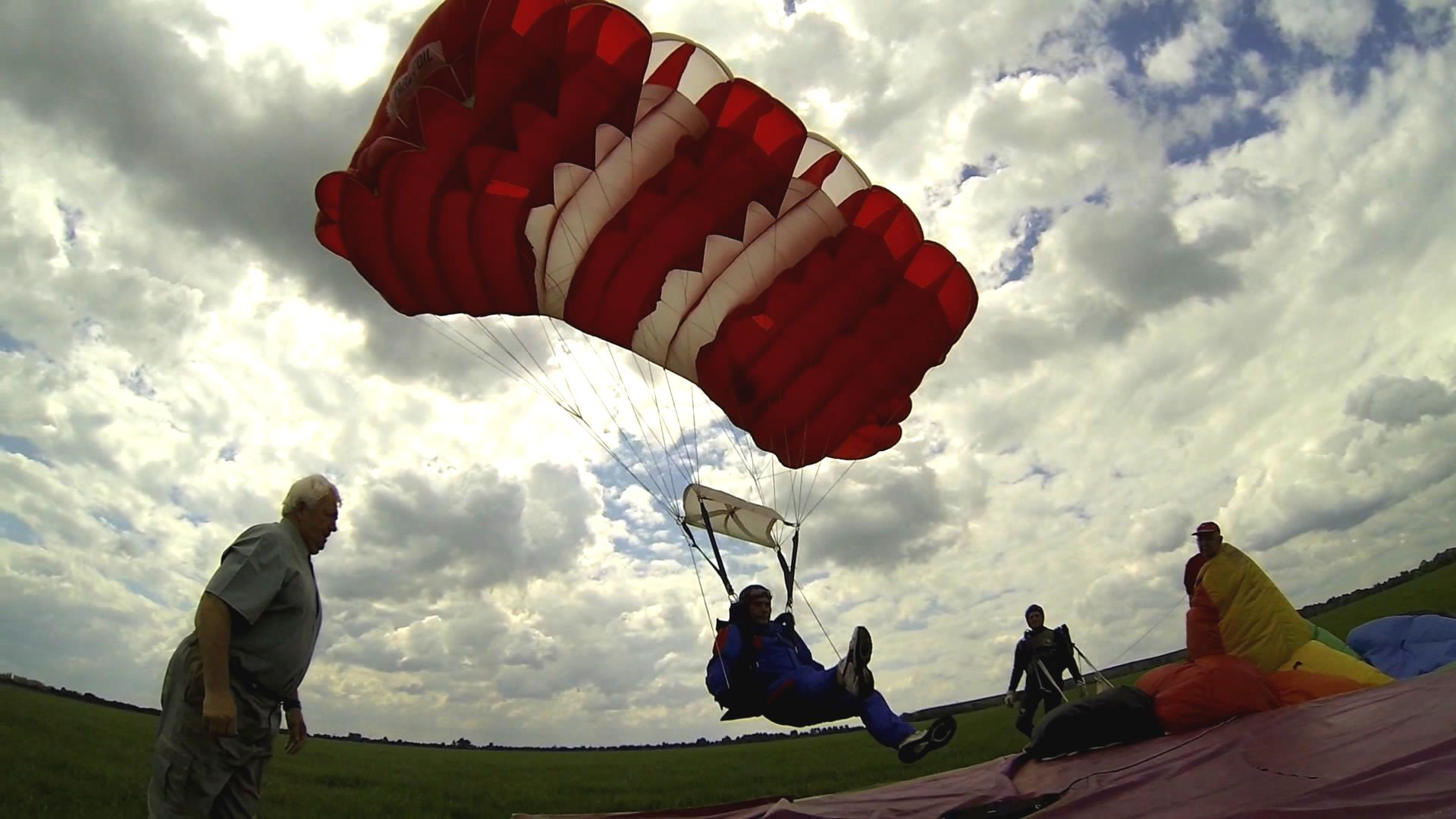
Ląduje Jan Isielenis – spadochrony klasyczne

| Miejsce | Imię i nazwisko              | Nota łączna | Drużyna           |
| 1.      | Polska Robert Krawczak       | 13 cm       | Gliwice           |
| 2.      | Polska Irena Paczek–Krawczak | 123 cm      | Gliwice           |
| 3.      | Polska Józef Łuszczki        | 127 cm      | Aeroklub Gliwice  |
| 4.      | Czechy Rosta Salomon         | 133 cm      | Morava Ostrava    |
| 5.      | Czechy Lenka Voskova         | 203 cm      | Morava Ostrava    |
| 6.      | Polska Jan Isielenis         | 253 cm      | Aeroklub Gliwice  |
| 7.      | Czechy Karel Stencel         | 307 cm      | Morava Ostrava    |
| 7.      | Czechy Karel Stencel         | 307 cm      | Morava Ostrava    |
| 8–12.   | Polska Danuta Polewska       | 400 cm      | Aeroklub Gliwice  |
| 8–12.   | Polska Paweł Ćwikła          | 400 cm      | Komandosi Gliwice |
| 8–12.   | Polska Krzysztof Gołda       | 400 cm      | Gliwice           |
| 8–12.   | Polska Krzysztof Zacłoński   | 400 cm      | Komandosi Gliwice |
| 8–12.   | Polska Krzysztof Zieliński   | 400 cm      | Komandosi Gliwice |

### Klasyfikacja indywidualna (celność lądowania – spadochronyszybkie)

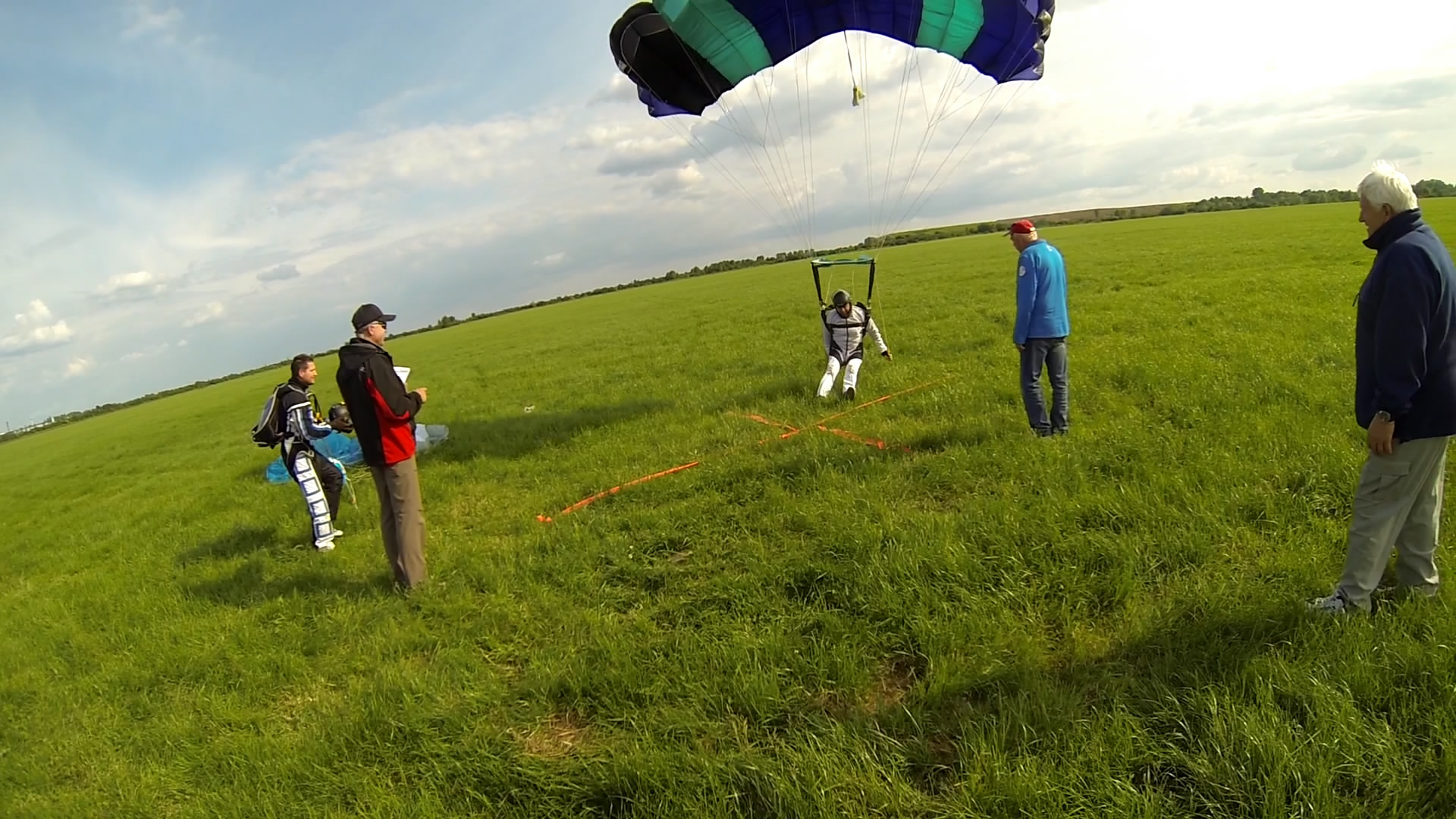
Ląduje Bartłomiej Ryś – spadochrony szybkie

| Miejsce | Imię i nazwisko     | Nota łączna | Drużyna           |
| 1.      | Tymoteusz Tabor     | 16 cm       | Aeroklub Gliwicki |
| 2.      | Mirosław Zakrzewski | 16 cm       | Aeroklub Gliwicki |
| 3.      | Bartłomiej Ryś      | 23 cm       | Aeroklub Gliwicki |
| 4.      | Wojciech Kielar     | 27 cm       | Aeroklub Gliwicki |
| 5.      | Lucjan Lipok        | 31 cm       | Aeroklub Gliwicki |
| 6.      | Leszek Tomanek      | 41 cm       | Aeroklub Gliwicki |
| 7.      | Ziemowit Nowak      | 107 cm      | Aeroklub Gliwicki |
| 8.      | Marcin Krupa        | 160 cm      | Aeroklub Gliwicki |
| 9.      | Jacek Bujny         | 165 cm      | Aeroklub Gliwicki |

### Klasyfikacja indywidualna (celność lądowania – spadochronyszkolne)

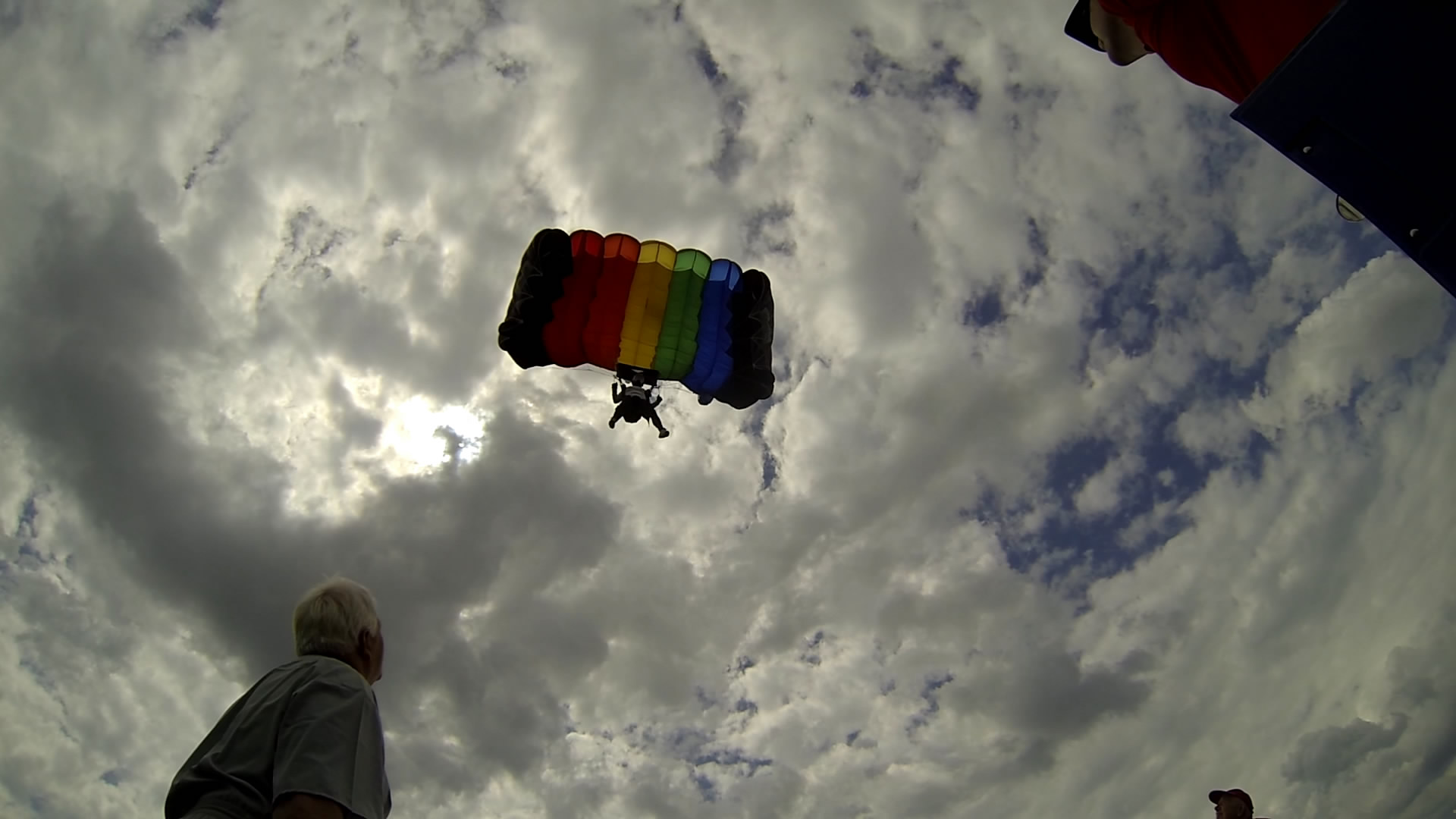
Podchodzenie do lądowania – spadochrony klasyczne

| Miejsce | Imię i nazwisko    | Nota łączna | Drużyna           |
| 1–3.    | Rafał Kasza        | 40 m        | Aeroklub Gliwicki |
| 1–3.    | Jakub Kulawik      | 40 m        | Aeroklub Gliwicki |
| 1–3.    | Kamil Witczak      | 40 m        | Aeroklub Gliwicki |
| 4.      | Zbigniew Gutowski  | 41 m        | Aeroklub Gliwicki |
| 5.      | Łukasz Szkudlarek  | 55 m        | Aeroklub Gliwicki |
| 6.      | Wojciech Ira       | 100 m       | Aeroklub Gliwicki |
| 7.      | Marcin Lewandowski | 100 m       | Aeroklub Gliwicki |

### Klasyfikacja drużynowa (celność lądowania – spadochronyklasyczne)

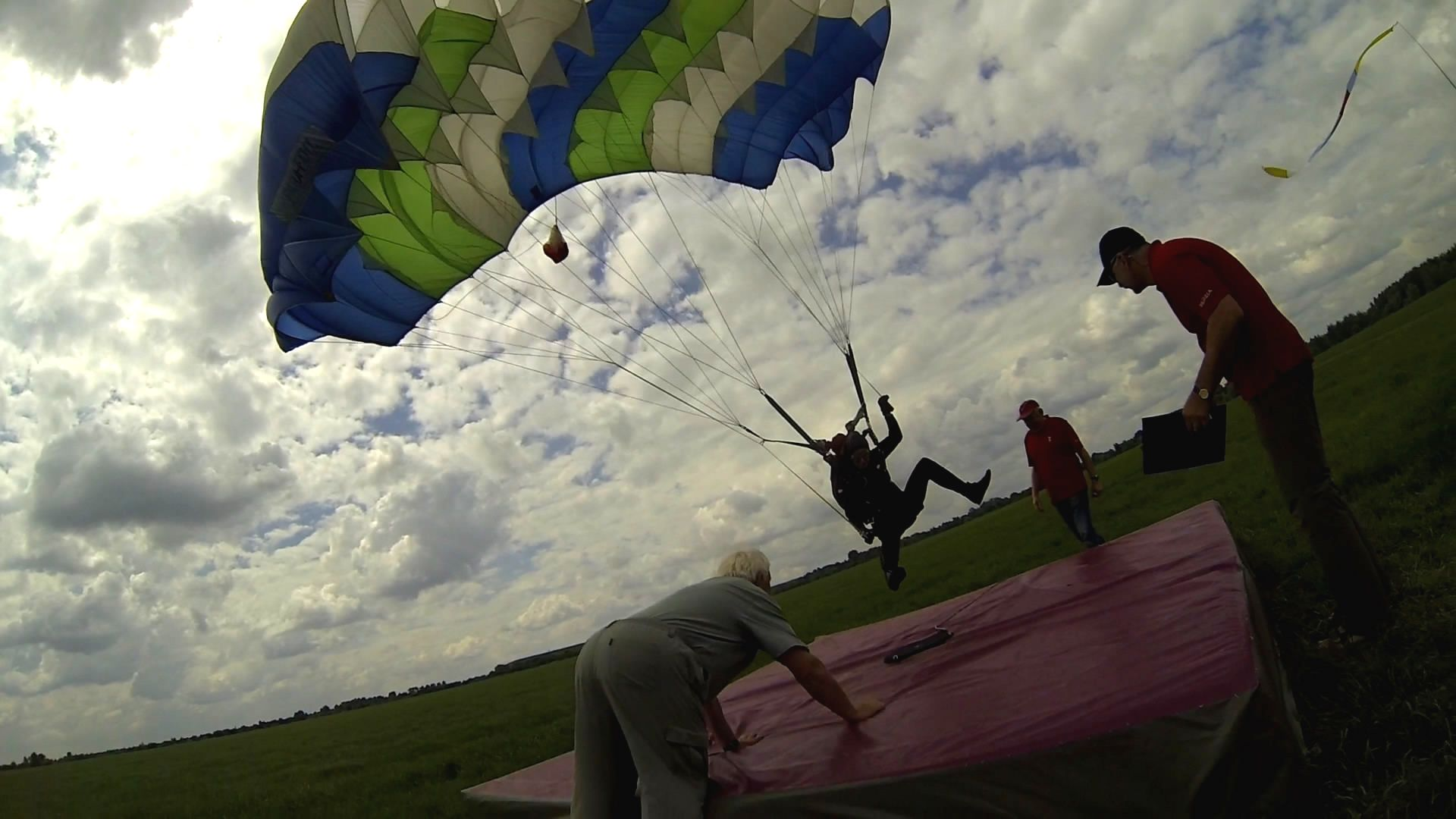
Lądowanie – spadochrony klasycznene

| Miejsce | Drużyna                    | Zawodnicy             | Wynik drużyny |
| ------- | -------------------------- | --------------------- | ------------- |
| 1.      | Polska · Gliwice           | Irena Paczek–Krawczak | 5,36 m        |
| 1.      | Polska · Gliwice           | Robert Krawczak       | 5,36 m        |
| 1.      | Polska · Gliwice           | Krzysztof Gołda       | 5,36 m        |
| 2.      | Czechy · Morava Ostrava    | Rosta Salomon         | 6,36 m        |
| 2.      | Czechy · Morava Ostrava    | Lenka Vaskova         | 6,36 m        |
| 2.      | Czechy · Morava Ostrava    | Karel Stencel         | 6,36 m        |
| 3.      | Polska · Aeroklub Gliwicki | Danuta Polewska       | 7,80 m        |
| 3.      | Polska · Aeroklub Gliwicki | Jan Isielenis         | 7,80 m        |
| 3.      | Polska · Aeroklub Gliwicki | Józef Łuszczki        | 7,80 m        |
| 4.      | Polska · Komandosi Gliwice | Paweł Ćwikła          | 12,0 m        |
| 4.      | Polska · Komandosi Gliwice | Krzysztof Zacłoński   | 12,0 m        |
| 4.      | Polska · Komandosi Gliwice | Krzysztof Zieliński   | 12,0 m        |